# Marie Bednářová
Marie Bednářová (* 24. srpna 1943 Praha) byla v letech 1990–1994 starostkou Kladna za nezávislé. V letech 1968–1990 a 1995–1997 pracovala ve výzkumném ústavu Poldi.

## Rozhodčí
Stejně jako otec Miroslav Frank (kladenský hokejista) a bratr Alois Frank pískala v Československu lední hokej, rozhodcovské zkoušky složila koncem šedesátých let jako (od roku 1965) první žena v Československu. Běhala druhou ligu na běžkách, ve stáří se vrátila k hraní tenisu.[zdroj?]
- 2014 přátelský zápas kladenských hokejistek s kanadským výběrem[3]

## Starostka
Ve volbách v roce 1990 byla zvolena jako první starostka Kladna, pro funkční období 10. prosince 1990 – 5. prosince 1994 za nezávislé. Prosadila zahájení rekonstrukce technických sítí města a rozšíření čističky odpadních vod. Kladno zastupovala v předsednictvu Svazu měst a obcí. Reprezentovala Českou republiku na Kongresu volených místních a regionálních představitelů při Radě Evropy ve Štrasburku.
- 1993 slavnostní odhalení pomníku kladenského rodáka a chicagského starosty Antonína Čermáka.